# День працівників служб дисципліни та законності в підрозділах Міністерства внутрішніх справ України
День працівників служб дисципліни та законності в підрозділах Міністерства внутрішніх справ України — святковий день на честь працівників управлінь (відділів) моніторингу, інспекції по особовому складу та інших служб дисципліни і законності в територіальних (відокремлених) підрозділах МВС України. Відзначається щорічно 6 грудня.
Робота з особовим складом є найскладнішою та найважливішою в будь-якому силовому підрозділі. Незважаючи на те, що кожен працівник будь-якого відомства є обличчям держави та повинен бути взірцем поведінки, честі та гідності, завжди мають місце випадки, коли такі службові становища займають «випадкові» люди, які підривають авторитет тієї чи іншої служби та вчиняють дисциплінарні проступки. Задля виявлення таких працівників, надання оцінки їх діям, притягнення до дисциплінарної відповідальності, профілактики вчинення дисциплінарних проступків та захисту прав доброчесних співробітників, несуть службу працівники відділу (управління) моніторингу та інших служб дисципліни та законності, завдяки яким кожен винний, незважаючи на займану посаду, несе відповідальність пропорційно скоєному проступку. Одними з таких гарантів честі та гідності свого територіального (відокремленого) підрозділу та яскравим прикладом є працівники відділу моніторингу управління поліції особливого призначення №4 («Дніпро-1») Департаменту поліції особливого призначення «Об’єднана штурмова бригада Національної поліції України «Лють».